# Drumul Carului, Brașov
Drumul Carului este un sat în comuna Moieciu din județul Brașov, Transilvania, România.
partea de sud a județului Brașov,  în Culoarul Rucăr-Bran. Satul aparține de comuna Moieciu.